# Tanikaze (1940)
Tanikaze (谷風) byl torpédoborec japonského císařského námořnictva třídy Kageró. Byl dokončen v dubnu 1941 jako patnáctý z devatenácti torpédoborců třídy Kageró. Zúčastnil se druhé světové války v Tichomoří, během které se věnoval převážně eskortním povinnostem.
V prosinci 1941 doprovázel Nagumův svazu při útoku na Pearl Harbor a následně se zúčastnil druhého pokusu o dobytí atolu Wake. Nadále se pak věnoval doprovodu Nagumových letadlových lodí a zúčastnil se tak vylodění v Rabaulu, náletu na Darwin, operací proti Jávě, výpadu do Indického oceánu a bitvy u Midway. Poté se zapojil do bojů o Guadalcanal a na Nové Guineji. Během bitvy u Santa Cruz byl součástí Abeho předsunutého svazu. Po údržbě v Japonsku se v prosinci 1942 opět vrátil do jihozápadního Pacifiku a opět se zapojil do bojů v krysích dírách Šalomounových ostrovů. V únoru 1943 se zapojil do evakuace Guadalcalanu a poté se věnoval doprovodu konvojů a těžkých jednotek loďstva. V červenci se zúčastnil bitvy v zálivu Kula a poté se vrátil k doprovodu těžkých jednotek a konvojů. Dne 9. června 1944 ho v průlivu Sibutu (90 mil jihozápadně od ostrova Basilan) torpédovala ponorka USS Harder.

## Popis
Tanikaze patřil do I. série třídy Kageró a byl objednán na základě doplňovacího programu pomocných plavidel z roku 1937. Jeho výzbroj tvořilo šest 127mm kanónů typu 3. roku ve třech dvouhlavňových věžích typu C (jedné na přídi a dvou na zádi) a dva čtyřhlavňové 610mm torpédomety typu 92 modelu 4. Zásoba šestnácti torpéd typu 93 byla v pozdější fázi války pravděpodobně redukována na osm kusů, aby se kompenzoval nárůst hmotnosti vlivem instalace dalších 25mm děl typu 96.
Pravděpodobně během údržby v Kure v listopadu a prosinci 1943 byla odstraněna zadní 127mm dělová věž číslo 2 a nahrazena dvěma tříhlavňovými 25mm komplety. Rovněž 25mm dvojčata na plošině vedle zadního komínu byla nahrazena za 25mm trojčata. Další pravděpodobně trojhlavňový komplet se nacházel na plošině před můstkem. Jako jeden z torpédoborců, které se dočkaly roku 1944, byl Tanikaze pravděpodobně vybaven jedním metrovým přehledovým radarem 13 Gó pro sledování vzdušných cílů na zadním stožáru a jedním centimetrovým přehledovým radarem 22 Gó pro sledování vzdušných i hladinových cílů na předním stožáru.

## Služba
Dne 9. června 1944 ho v průlivu Sibutu (90 mil jihozápadně od ostrova Basilan) torpédovala ponorka USS Harder třídy Gato. Loď byla zasažena dvěma torpédy a následná exploze kotlů ji roztrhala na kusy. Torpédoborec Urakaze vzal na palubu 126 členů posádky včetně velitele, který 11. června zraněním podlehl. Při potopení Tanikaze zahynulo 114 námořníků.
Dne 10. srpna 1944 byl Tanikaze vyškrtnut ze seznamu lodí japonského císařského námořnictva.